# Frondicola tunitricuspis
Frondicola tunitricuspis är en svampart som beskrevs av K.D. Hyde 1992. Frondicola tunitricuspis ingår i släktet Frondicola och familjen Hyponectriaceae.   Inga underarter finns listade i Catalogue of Life.